# Franky Vercauteren
Frank Vercauteren detto Franky (Molenbeek-Saint-Jean, 28 ottobre 1956) è un allenatore di calcio ed ex calciatore belga, di ruolo centrocampista.

## Carriera

### Calciatore

#### Club
Debuttò nell'Anderlecht nel 1975, subentrando a Gilbert Van Binst in una partita contro il Malines. Subì un doppio intervento chirurgico nell'ottobre del 1975 e nel gennaio 1976. Con il club biancomalva, in cui ha militato fino al 1987, ha vinto cinque trofei nazionali (quattro campionati e una Coppa del Belgio) e cinque trofei internazionali (due Coppe delle Coppe, due Supercoppe europee e una Coppa UEFA). In seguito ha vestito la maglie del Nantes (1987-1990), per poi chiudere la carriera in patria, con un triennio al Molenbeek (1990-1993).

#### Nazionale
Con la nazionale belga, con cui ha ottenuto il quarto posto al campionato del mondo 1986, ha esordito il 16 novembre 1977 (sconfitta per 3-0 contro l'Irlanda del Nord) e ha giocato fino al 1988. Conta 63 presenze e 9 reti con il Belgio. Ha partecipato anche al campionato del mondo 1982 e al campionato d'Europa 1984.

### Allenatore
Da allenatore ha cominciato nelle giovanili del C.S. Braine, piccolo club del Brabante Vallone. In seguito ha allenato al Malines, prima nel settore giovinale e poi in prima squadra dal 1997-1998.

## Palmarès

### Giocatore

#### Club

##### Competizioni nazionali
- Coppa del Belgio: 1

Anderlecht: 1975-1976
- Campionato belga: 4

Anderlecht: 1980-1981, 1984-1985, 1985-1986, 1986-1987

##### Competizioni internazionali
- Coppa delle Coppe: 2

Anderlecht: 1975-1976, 1977-1978
- Supercoppa UEFA: 2

Anderlecht: 1976, 1978
- Coppa UEFA: 1

Anderlecht: 1982-1983

#### Individuale
- Calciatore dell'anno del campionato belga: 1

1983

### Allenatore

#### Competizioni nazionali
- Campionato belga: 2

Anderlecht: 2005-2006, 2006-2007
- Supercoppa del Belgio: 1

Anderlecht: 2007
- Tweede klasse: 1

Cercle Bruges: 2017-2018